# St. John's-Ouest
Pour les articles homonymes, voir Saint John's (homonymie).
St. John's-Ouest (aussi connue sous les noms de St-Jean-Ouest et de Saint-Jean-Ouest) fut une circonscription électorale fédérale de Terre-Neuve, représentée de 1949 à 2004.
La circonscription de St-Jean-Ouest a été créée lorsque Terre-Neuve adhéra à la Confédération canadienne en 1949. Elle fut renommée Saint-Jean-Ouest en 1952 et St. John's-Ouest en 1987. Abolie en 2003, elle fut redistribuée parmi Avalon et St. John's-Sud.

## Géographie
En 1949, la circonscription de St-Jean-Ouest comprenait:
- Les districts de Placentia-St. Mary's et de Ferryland
- Une partie de la ville de Saint-Jean

En 1966, Saint-Jean-Ouest comprenait:
- Les districts provinciaux de St. John's South, Ferryland, St. Mary's et Placentia East
- Une partie des districts provinciaux de St. John's West, St. John's North et St. John's Centre, non incluses dans la circonscription fédérale de St. John's-Est.

## Députés
1. 1949-1953 — William J. Browne, PC
2. 1953-1957 — James Augustine Power, PLC
3. 1957-1962 — William J. Browne, PC
4. 1962-1968 — Richard Cashin, PLC
5. 1968-1975 — Walter Carter, PC
6. 1975-1993 — John C. Crosbie, PC
7. 1993-1997 — Jean Payne, PLC
8. 1997-2000 — Charlie Power, PC
9. 2000-2004 — Loyola Hearn, PC

- PC = Parti progressiste-conservateur
- PLC = Parti libéral du Canada